# Давыдовка (Полтавский район)
Давы́довка (укр. Давидівка) — село,
Ковалевский сельский совет,
Полтавский район,
Полтавская область,
Украина.
Код КОАТУУ — 5324081906. Население по переписи 2001 года составляло 91 человек.

## Географическое положение
Село Давыдовка находится в 2,5 км от левого берега реки Коломак,
на расстоянии в 1 км от села Ежаковка.
Рядом проходит автомобильная дорога М-03 (Р-11).